# GALAXIAS
『GALAXIAS』（ガラクシアス）は、果坂青による日本の漫画作品。『週刊少年マガジン』（講談社）にて、2024年33号から2025年7号まで連載。『マガジンポケット』（同社）に移籍が発表されている。

## 沿革
果坂青はAyase「MIKUNOYOASOBI」やAdo「DIGNITY」でジャケットやMV製作を担当していたイラストレーターのomaoと同一人物である。
2022年6月22日、『マガジンポケット』にて、第108回週刊少年マガジン新人漫画賞特選受賞した本作の読切版掲載。なお、歴代最高得点（編集部調べ）だった。
2024年7月17日発売の『週刊少年マガジン』2024年33号にて連載スタート。王道ど真ん中のボーイミーツガール冒険譚と評されている。
2025年7号にて『マガジンポケット』への移籍を発表。週刊ペースでの連載が難しかったことを理由としている。

## あらすじ
尻尾の生えた能力者“竜人”がいるラニアケア王国のとある島に住む冒険を志す少女ジオはある日、記憶喪失の青年ネレイドと出会う。そして政府の竜騎士によってジオは父親のことを知って、ネレイドと2人で親探しの旅に出る。

## 登場キャラクター
ネレイド
竜人。オレンジ髪。
ジオ・ホルスト
人間の少女。青髪短髪。
ハレー
竜人。村長。
ヤーキス
政府の竜騎士。

## 用語解説
竜人（りゅうじん）
尻尾が生えている能力者の人間。動物をモチーフとした能力を持っている。
ラニアケア王国
ジオが住んでいた島の所属する王国。

## 書誌情報
- 果坂青『GALAXIAS』講談社〈講談社コミックス〉、既刊2巻（2025年2月17日現在）
  1. 2024年10月17日発売[3][8]、ISBN 978-4-06-537126-8
  2. 2025年2月17日発売[9]、ISBN 978-4-06-537778-9